# Crisis de los misiles de Cuba
La Crisis de los misiles de Cuba, también conocida como Crisis de Octubre en Cuba o Crisis del Caribe (en ruso: Карибский кризис, Karíbskiy krizis) en Rusia, fue una crisis militar y política de 13 días entre los gobiernos de los Estados Unidos y la Unión Soviética, cuando los despliegues estadounidenses de misiles nucleares en Italia y Turquía fueron igualados por los despliegues soviéticos de misiles nucleares en Cuba. La crisis duró del 16 al 28 de octubre de 1962. Fue una de las mayores crisis entre ambas potencias durante la Guerra Fría donde, en opinión de numerosos expertos, más cerca se estuvo de una guerra nuclear, junto al Bloqueo de Berlín, los ejercicios Able Archer 83 y el derribo del Vuelo 007 de Korean Air. Solo dos veces en la historia se ha alcanzado un nivel defensa DEFCON 2 en Estados Unidos.
En 1961, el gobierno de Estados Unidos colocó misiles nucleares PGM-19 Jupiter en Italia y Turquía. Había entrenado a una fuerza paramilitar de cubanos expatriados, que la CIA dirigió en un intento de invadir Cuba y derrocar al gobierno de Fidel Castro. A partir de noviembre de ese año, el gobierno de Estados Unidos participó en una campaña de terrorismo y sabotaje en Cuba, conocida como Operación Mangosta, que continuó durante la primera mitad de la década de 1960. El gobierno soviético estaba preocupado por una cada vez mayor cercanía de Cuba hacia China, con la que los soviéticos tenían una relación cada vez más conflictiva. En respuesta a estos factores, los gobiernos soviético y cubano acordaron, en una reunión entre los líderes Nikita Jrushchov y Fidel Castro en julio de 1962, colocar misiles nucleares en Cuba para disuadir una futura invasión estadounidense. La construcción de instalaciones de lanzamiento comenzó poco después.
En octubre, un avión espía Lockheed U-2 capturó evidencias fotográficas de instalaciones de lanzamiento de misiles de mediano y largo alcance R-12 y R-14 y aviones bombarderos Il-28. El presidente estadounidense John F. Kennedy convocó una reunión del Consejo de Seguridad Nacional y otros asesores clave, formando el Comité Ejecutivo del Consejo de Seguridad Nacional (EXCOMM). Se le aconsejó a Kennedy que llevara a cabo un ataque aéreo en suelo cubano para comprometer los suministros de misiles soviéticos, seguido de una invasión militar a la isla de Cuba. Eligió una opción menos agresiva para evitar una declaración de guerra. El 22 de octubre, Kennedy ordenó un bloqueo naval para evitar que más misiles llegaran a Cuba. Se refirió al bloqueo como una «cuarentena», no como un bloqueo, para que Estados Unidos pudiera evitar las implicaciones formales de estar en un estado de guerra.
Finalmente, Kennedy y Jruschov llegaron a un acuerdo: los soviéticos desmantelarían sus armas ofensivas en Cuba, sujetas a la verificación de las Naciones Unidas, a cambio de una declaración pública y un acuerdo de los Estados Unidos de no invadir Cuba nuevamente. Estados Unidos acordó en secreto desmantelar todas las armas ofensivas que había desplegado en Turquía. Ha habido un debate sobre si Italia también estaba incluida en el acuerdo. Mientras que los soviéticos desmantelaron sus misiles, algunos bombarderos soviéticos permanecieron en Cuba, y Estados Unidos mantuvo la cuarentena naval en vigor hasta el 20 de noviembre de 1962. El bloqueo terminó formalmente el 20 de noviembre después de que todos los misiles y bombarderos ofensivos se hubieran retirado de Cuba. La evidente necesidad de una línea de comunicación rápida y directa entre las dos potencias dio lugar a la línea directa Moscú-Washington conocida popularmente como teléfono rojo. Una serie de acuerdos posteriores redujeron las tensiones entre Estados Unidos y la Unión Soviética durante varios años.
El acuerdo avergonzó a Jruschov y a la Unión Soviética porque la retirada de los misiles estadounidenses de Italia y Turquía era un acuerdo secreto entre Kennedy y Jruschov, y se consideraba que los soviéticos se estaban retractando de una situación que ellos mismos habían iniciado. La caída de Jruschov del poder dos años después se debió en parte a la vergüenza del Politburó soviético tanto por las concesiones finales de Jruschov a los EE. UU. como por su ineptitud para precipitar la crisis. Según el embajador soviético en los Estados Unidos, Anatoli Dobrynin, la alta dirigencia soviética tomó el resultado de Cuba como «un golpe a su prestigio que rayaba en la humillación».

## Antecedentes

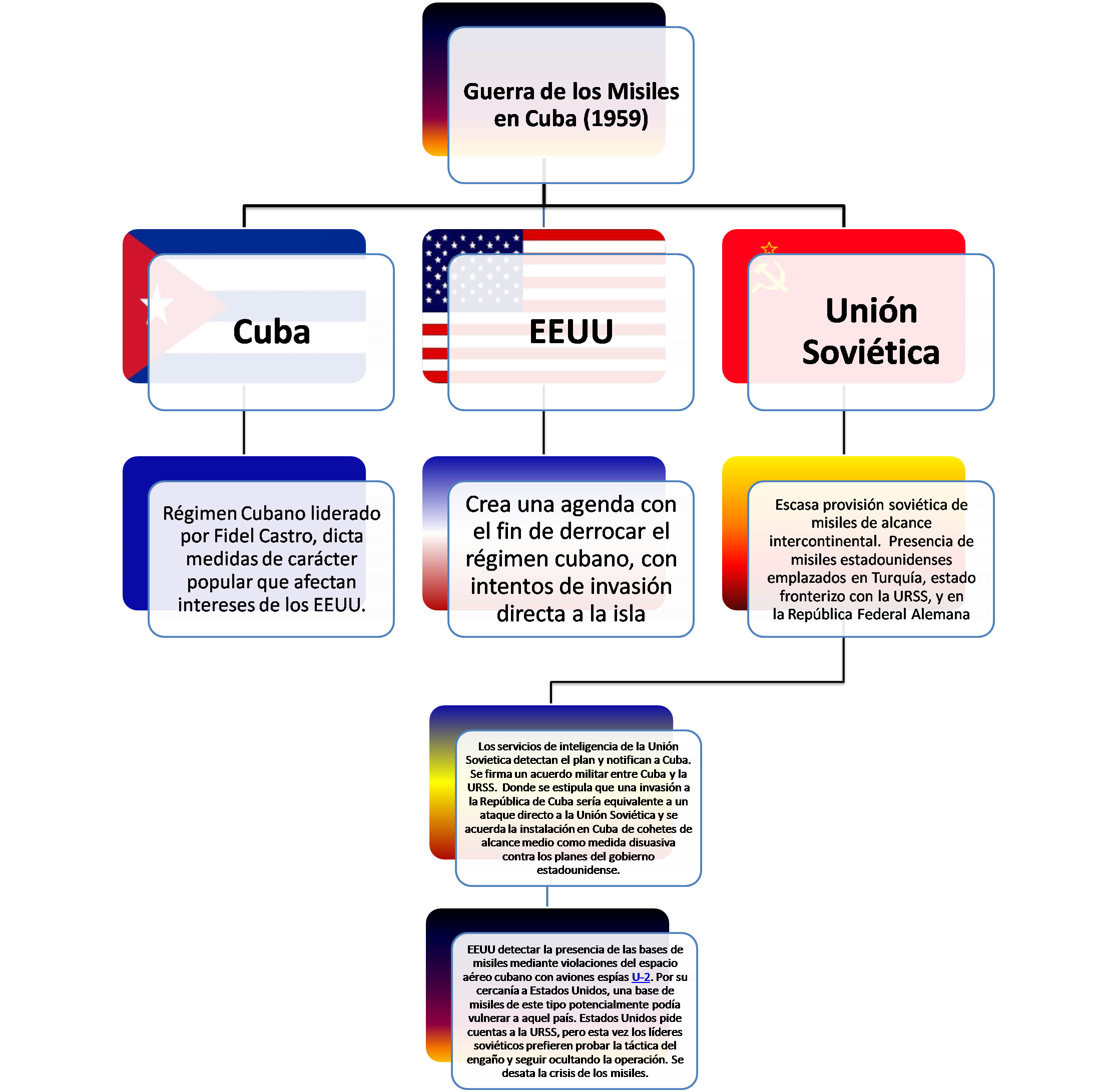
Mapa conceptual de los antecedentes

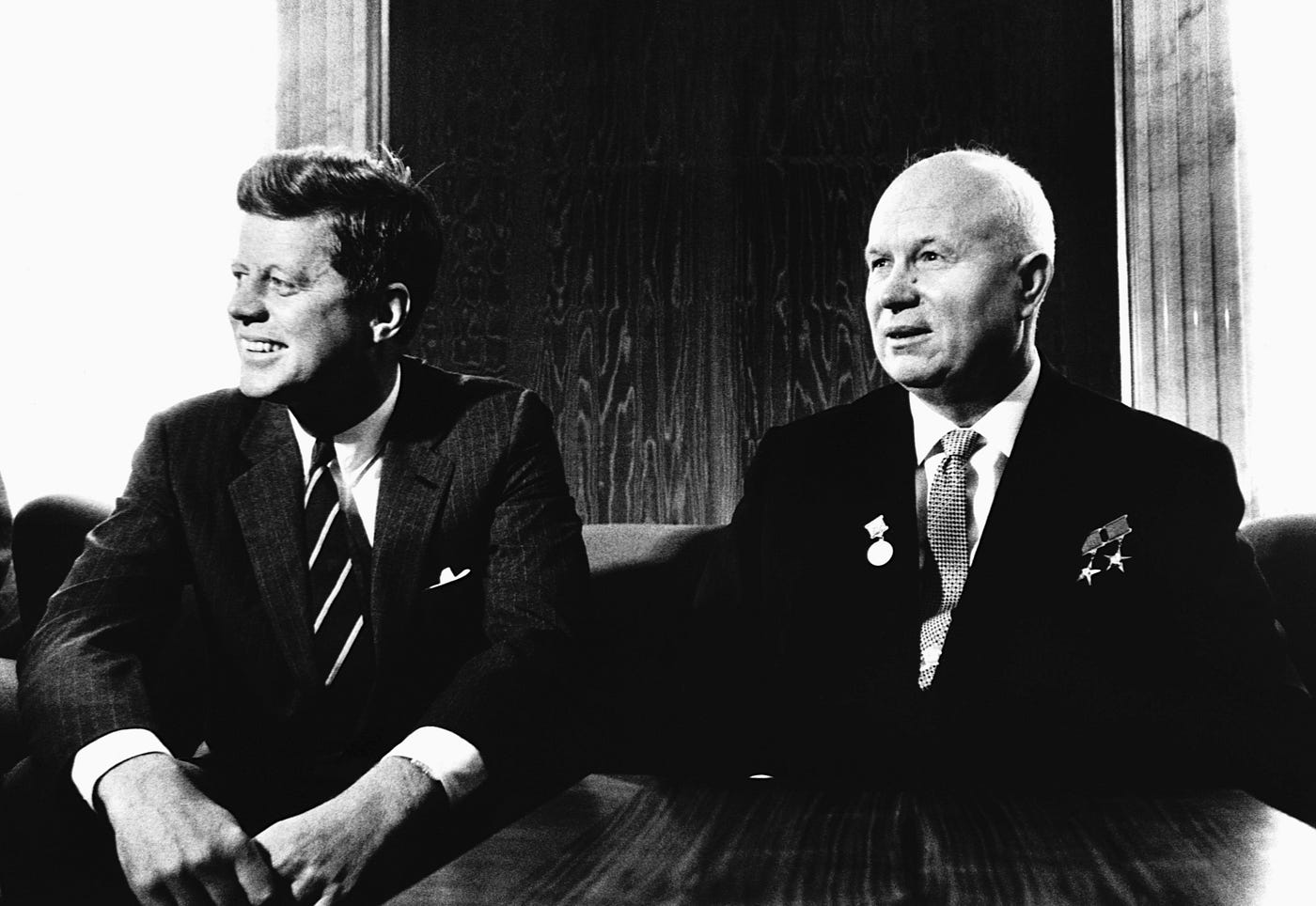
El presidente estadounidense John F. Kennedy (1917–1963) y el líder soviético Nikita Jrushchov (1894–1971) en Viena (Austria) en mayo de 1961.

Los orígenes del conflicto residen en la siguiente cadena de hechos:
1. En 1958 y 1959, bajo el gobierno de Dwight D. Eisenhower y en plena Guerra Fría, Washington desplegó misiles balísticos con ojivas nucleares en Italia y Turquía, países miembros de la OTAN que buscaban detener la expansión soviética. Se trataba de los misiles PGM-19 Jupiter, con un alcance de 2.400 kilómetros, de acuerdo con el Centro de Estudios Estratégicos e Internacionales (CSIS). La ojiva nuclear que transportaba cada proyectil tenía un poder destructivo de 1,44 megatones o el poder equivalente a 100 «Little Boy», la bomba atómica lanzada sobre Hiroshima al final de la Segunda Guerra Mundial. Este despliegue ponía a las principales ciudades soviéticas incluyendo Moscú y Leningrado, al alcance de misiles nucleares capaces de destruirlas. Eisenhower ya había reconocido que instalar misiles con el rango suficiente para impactar Moscú podría llevar a la Unión Soviética a hacer lo mismo en Cuba o México como respuesta.[10]
2. Desde 1959, la Revolución Cubana impulsó varias medidas de carácter socialista algunas de las cuales, como la Ley de Reforma Agraria, afectaron a intereses estadounidenses en la isla. Como respuesta, la administración de Eisenhower inició una agenda política dirigida a derrocar el gobierno socialista recién instaurado. Esta comprendía el bloqueo económico, propaganda contrarrevolucionaria, fomento y apoyo de grupos armados dentro de Cuba contrarios al nuevo gobierno de Fidel Castro, sabotajes a instalaciones económicas y civiles, filtración de espías; ataques piratas, quemas de campos de caña de azúcar, intentos de asesinato a sus principales líderes; violaciones al espacio aéreo y naval por aviones y navíos de guerra estadounidenses. Y, finalmente, poner en marcha un plan para invadir militarmente la isla utilizando exiliados cubanos y mercenarios latinoamericanos. Aunque participarían pilotos de guerra estadounidenses, no estaba prevista la intervención directa del Ejército de Estados Unidos.
3. En abril de 1961, la administración Kennedy sufre una derrota al apoyar la Invasión de bahía de Cochinos, utilizando a disidentes entrenados por la CIA. La respuesta militar desencadenada por Cuba bajo la dirección de Fidel Castro derrotó la invasión en menos de 72 horas.
4. Como respuesta al fracaso de Bahía de Cochinos, Estados Unidos puso en marcha la Operación Mangosta en octubre de 1961. Esto implicó operaciones de sabotaje en Cuba con el objetivo de incitar una revolución contra el gobierno cubano.
5. Los servicios de Inteligencia de la Unión Soviética detectan el plan de invasión militar inminente y se lo notifican a Cuba.[11]
6. El líder soviético Nikita Jrushchov aprovechó la coyuntura para proponer a La Habana la instalación en Cuba del Misil balístico de alcance medio R-12 como medida disuasiva contra los planes del gobierno estadounidense. Fidel Castro entra en desacuerdo y le dice que con ese propósito, es preferible un acuerdo militar entre Cuba y la Unión Soviética. En dicho tratado se establecería que una invasión a Cuba sería equivalente a un ataque directo a la Unión Soviética, pero Jrushchov no estuvo de acuerdo e insiste en que la instalación de los misiles no solo serviría para proteger a Cuba, sino también para aumentar la capacidad defensiva de todo el bloque socialista. El líder cubano acepta, pero sugiere que el traslado y la instalación de los cohetes se realicen de forma pública. Sin embargo, los soviéticos se niegan a hacerlo antes de que los cohetes queden totalmente operativos.
7. Por su cercanía a Estados Unidos, una base de misiles de este tipo potencialmente podía vulnerar a aquel país, compensando la escasa provisión soviética de misiles de alcance intercontinental, igualando así la amenaza que significaba para el pueblo soviético los misiles de alcance medio Jupiter emplazados en Turquía, estado fronterizo con la Unión Soviética, y en la República Federal Alemana. Por ello el líder soviético Nikita Jrushchov y su gobierno decidieron asegurar la isla con la instalación de bases de misiles, con capacidad para alcanzar Estados Unidos y dispuestos para llevar cabezas nucleares. Daban así un paso más en la carrera armamentista que caracterizó al periodo de la Guerra Fría entre estas dos potencias.
8. Los soviéticos habían subestimado la capacidad de los servicios de Inteligencia de Estados Unidos que no tardaron en detectar la presencia de las bases de misiles R-12 mediante violaciones al espacio aéreo cubano con aviones espías U-2.
9. Estados Unidos pide cuentas a la Unión Soviética, pero esta vez los líderes soviéticos prefieren probar la táctica del engaño y seguir ocultando la operación.[12][13]

## LaOperación Anádir

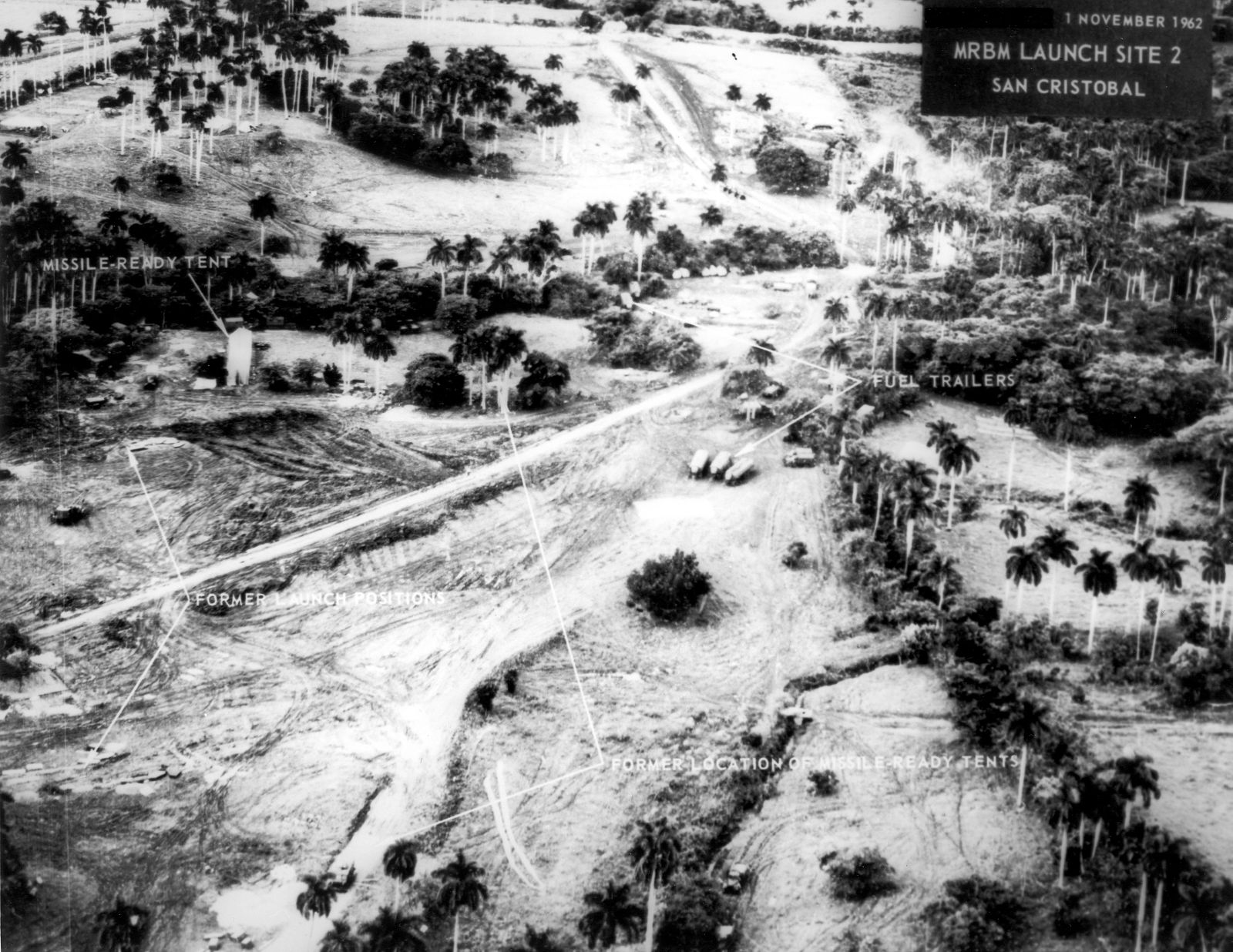
Fotografía del lugar de instalación de los misiles en San Cristóbal (Pinar del Río), noviembre de 1962.

La Operación Anádir fue el código utilizado por la Unión Soviética para la operación secreta destinada a desplegar misiles balísticos de alcance medio, aviones caza, bombarderos y una división de infantería mecanizada en Cuba y crear una fuerza capaz de prevenir o defender una invasión de la isla por parte de las Fuerzas Armadas de los Estados Unidos. Tras el fracaso de la invasión de exiliados cubanos patrocinada por los EE. UU. en la Bahía de Cochinos (abril de 1961), el gobierno soviético dispuso en mayo de 1962 establecer una fuerza militar en suelo cubano bajo el mando del general Issá Plíyev, veterano oficial condecorado de la Segunda Guerra Mundial.

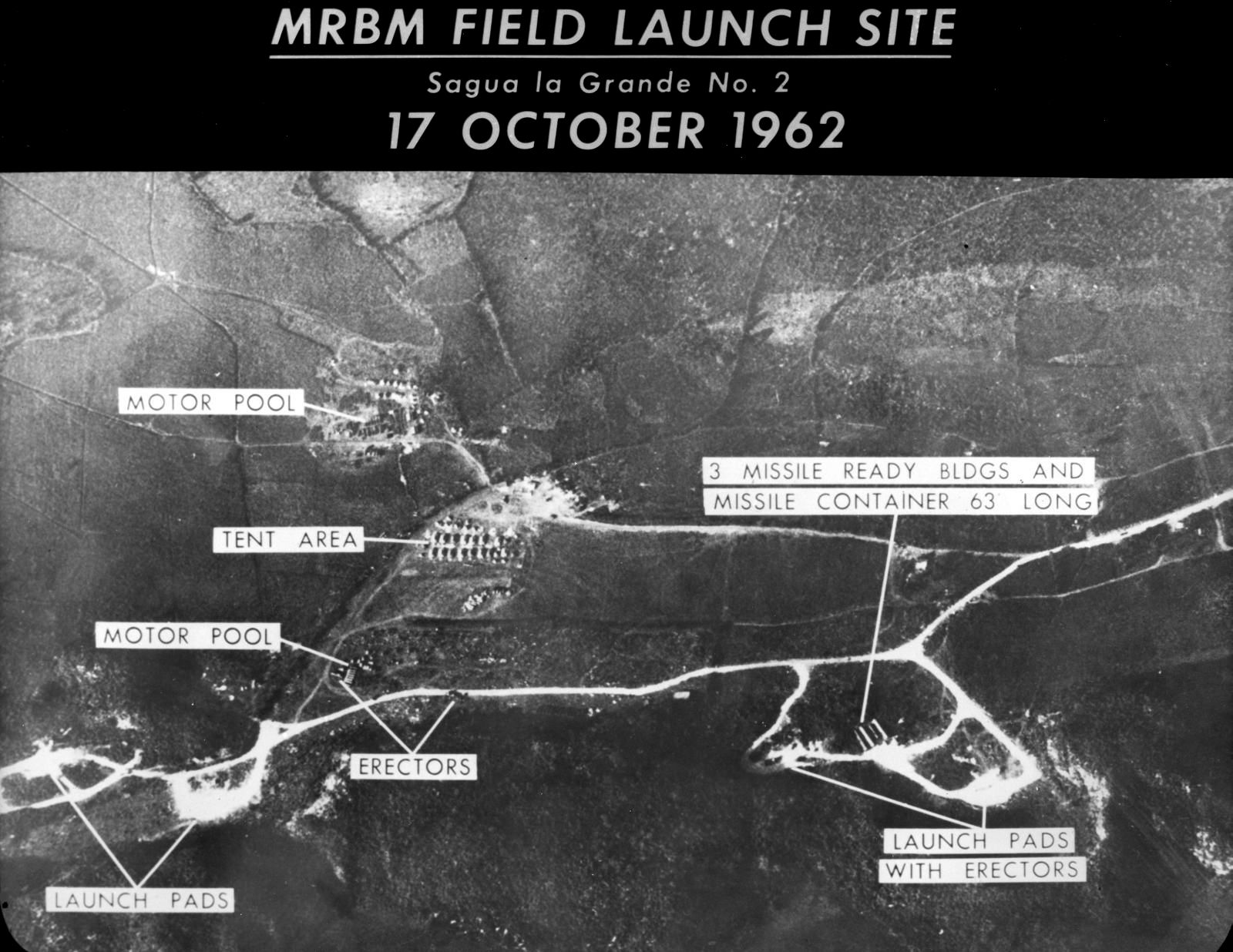
Sitio de lanzamiento de misiles MRBM N.º 2 en Sagua La Grande (Las Villas).

En el marco de la Operación Anádir, entre el 17 de junio y el 22 de octubre de 1962 el gobierno de la Unión Soviética remitió a Cuba: 24 plataformas de lanzamiento, 42 cohetes R-12 (incluyendo seis destinados a realizar tareas de entrenamiento), 162 ojivas nucleares (72 estratégicas, 90 tácticas), 42 bombarderos Ilyushin Il-28, un regimiento de aviones de caza que incluía a 40 aeronaves MiG-21, dos divisiones de defensa antiaérea soviéticas, cuatro regimientos de infantería mecanizada, y otras unidades militares, alcanzando a unos 43.000 soldados en total establecidos en Cuba. Nikita Jrushchov, líder soviético, ordenó que el despliegue bélico se realizara en modo secreto, en contra de los deseos del gobernante cubano Fidel Castro, quien había solicitado un despliegue público con fines de propaganda.
Como complemento, la Unión Soviética dispuso la «Operación Kama» por la cual cuatro submarinos soviéticos cargados con torpedos nucleares partirían hacia Cuba para instalar una base naval. Esta operación fracasó en sus objetivos cuando las naves soviéticas fueron detectadas por buques estadounidenses.

## Comienza la crisis
La instalación del Misil balístico de alcance medio R-12 por parte de personal militar soviético en Cuba fue descubierta por las fotografías de un tipo especial de avión espía estadounidense, el U-2, en vuelo sobre Cuba a mediados de 1962. Analistas de la CIA señalaron al presidente John F. Kennedy que las estructuras fotografiadas en Cuba parecían corresponder a instalaciones de misiles tácticos, todavía no operativas pero que lo estarían en poco tiempo, lo cual significó para el gobierno de EE. UU. una gran preocupación por cuanto apenas unos 200 kilómetros separaban al territorio estadounidense (específicamente la península de Florida) de las costas cubanas (distancia que se consideraba fácilmente superable por los misiles soviéticos) y dejarían sin respuesta a la defensa de EE. UU. y los sistemas de alerta temprana de batalla.

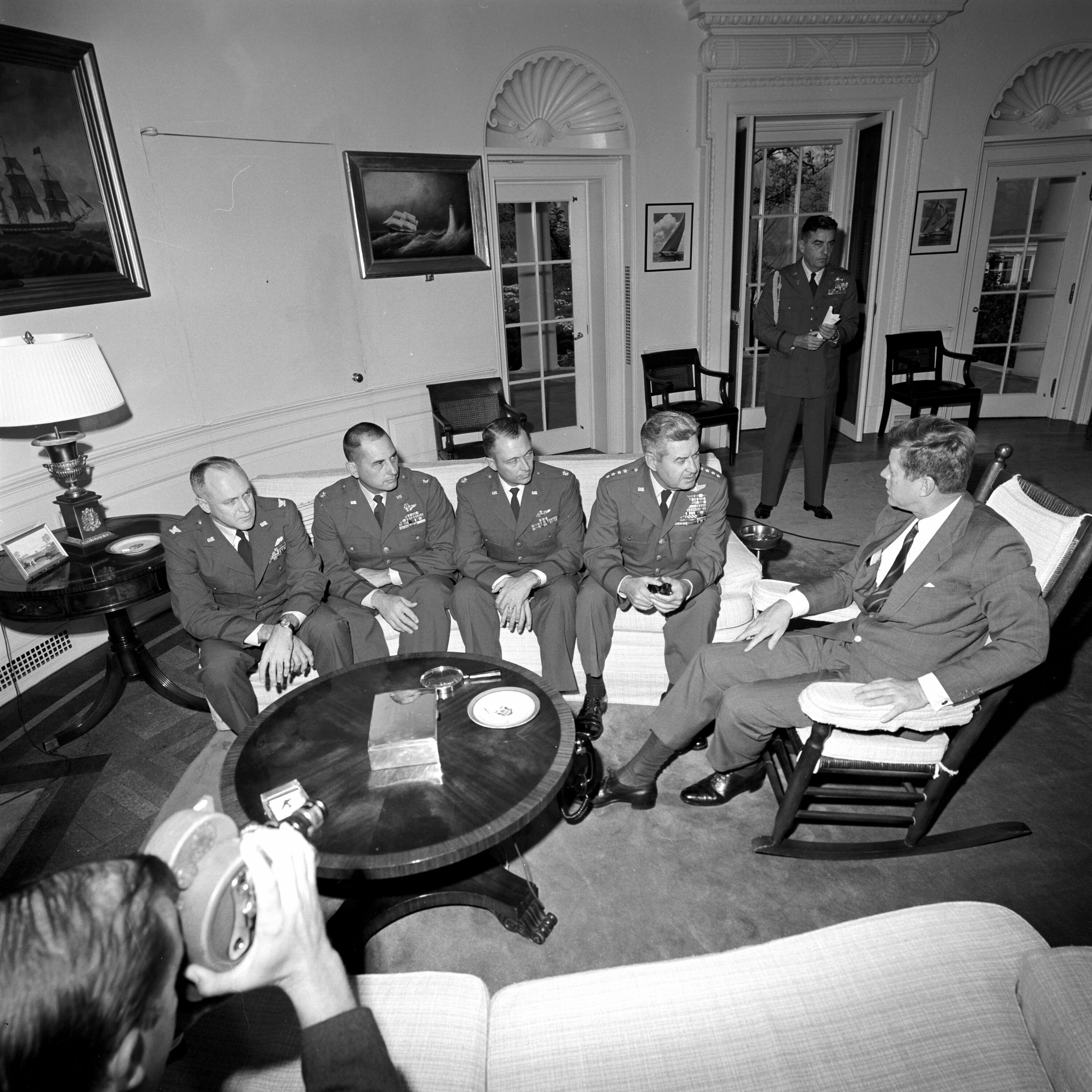
El presidente John F. Kennedy se reúne en la Oficina Oval con el general Curtis LeMay y los pilotos de reconocimiento que encontraron los sitios de misiles en Cuba.

El 22 de octubre de 1962, John F. Kennedy se dirigió al pueblo estadounidense con un mensaje televisado de 17 minutos. Allí, habló por primera vez  públicamente de establecer una cuarentena y un «cerco naval» alrededor de la isla de Cuba. Para cumplir esta medida se desplegaron barcos y aviones de guerra estadounidenses en el Mar Caribe a partir del 23 de octubre, destinados a ejercer un auténtico bloqueo aéreo-naval.
Enterado de lo ocurrido, Nikita Jrushchov dirigió un mensaje a Kennedy el 24 de octubre señalando: «La URSS ve el bloqueo como una agresión y no instruirá a los barcos que se desvíen»; pero en las primeras horas de la mañana, los buques soviéticos disminuyeron la velocidad en sus desplazamientos hacía Cuba, con el fin de evitar algún conflicto mayor, mientras se abrían las posibilidades de una negociación entre las partes.

## Participación de la OEA y estados latinoamericanos

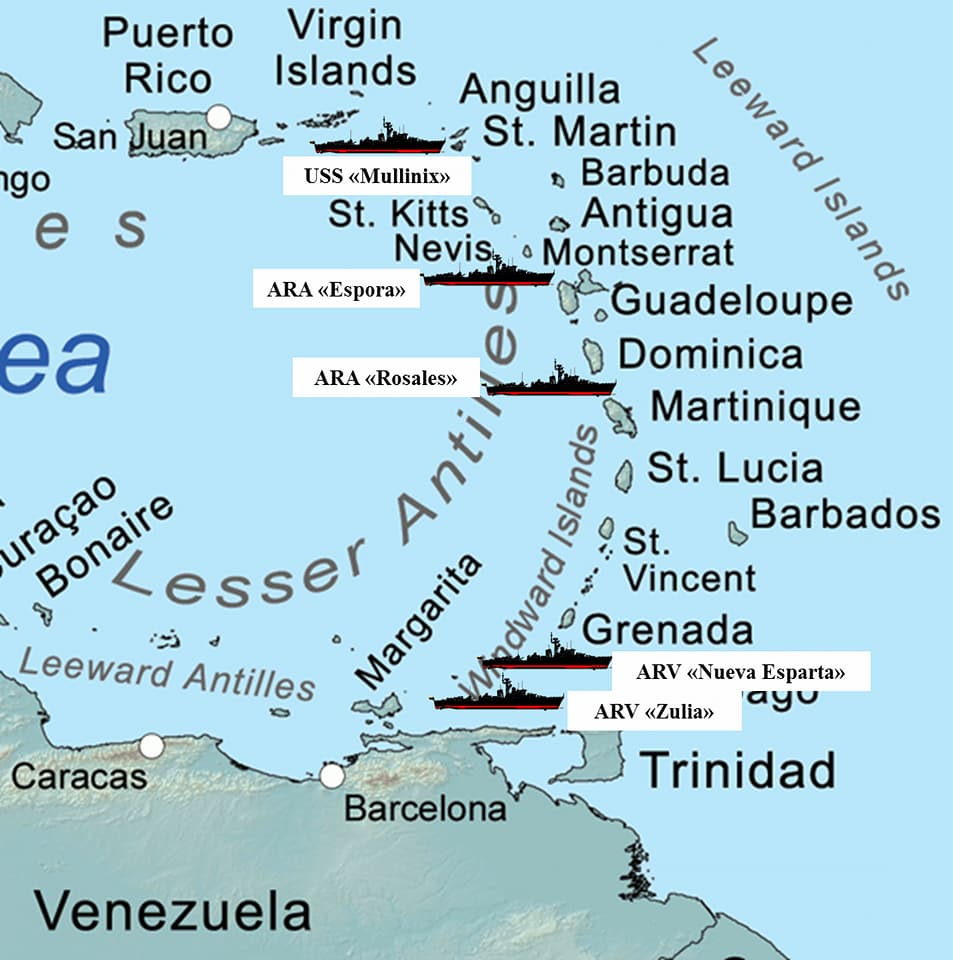
Fuerza de Tareas 137 desplegada en las Antillas Menores en 1962.

Al constatarse la instalación de bases de misiles balísticos soviéticos de medio rango en la isla de Cuba, la Organización de los Estados Americanos (OEA) bajo presión estadounidense, impuso sanciones al gobierno cubano y determinó el bloqueo naval de aquella en una operación que se denominó Cuarentena y que tuvo como objetivo principal impedir la llegada por vía marítima de los elementos necesarios para proseguir el desarrollo de las bases mencionadas.
Las armadas realizaron una operación combinada en la cual participaron los destructores argentinos Espora y Rosales, llegados el 10 de noviembre a la base naval de Chaguaramas (Trinidad y Tobago) y pasando a formar parte de la flota combinada estadounidense-latinoamericana («Task Force 137», TF-137) al mando del contraalmirante D. John A. Tyree. En dicha flota se integrarían los destructores venezolanos ARV Nueva Esparta y ARV Zulia, las fragatas dominicanas Santana y Luperón, el destructor USS Mullinix.

## ElSábado Negro

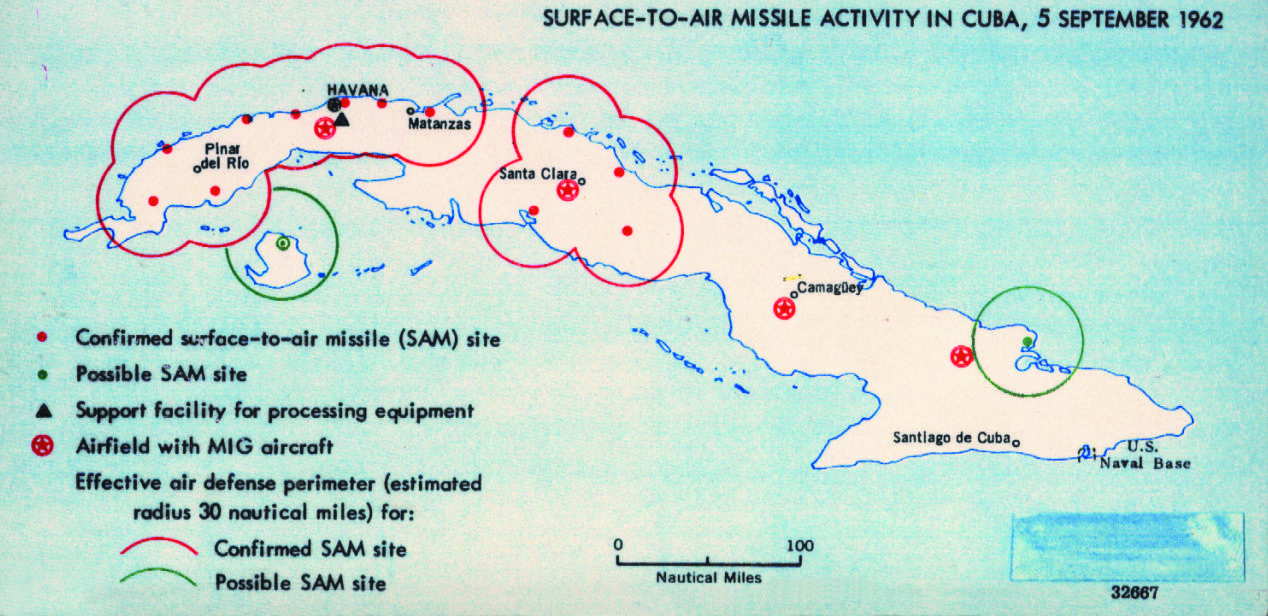
Mapa elaborado por la inteligencia estadounidense que muestra toda la actividad conocida de misiles tierra-aire (SAM) en Cuba, 5 de septiembre de 1962.

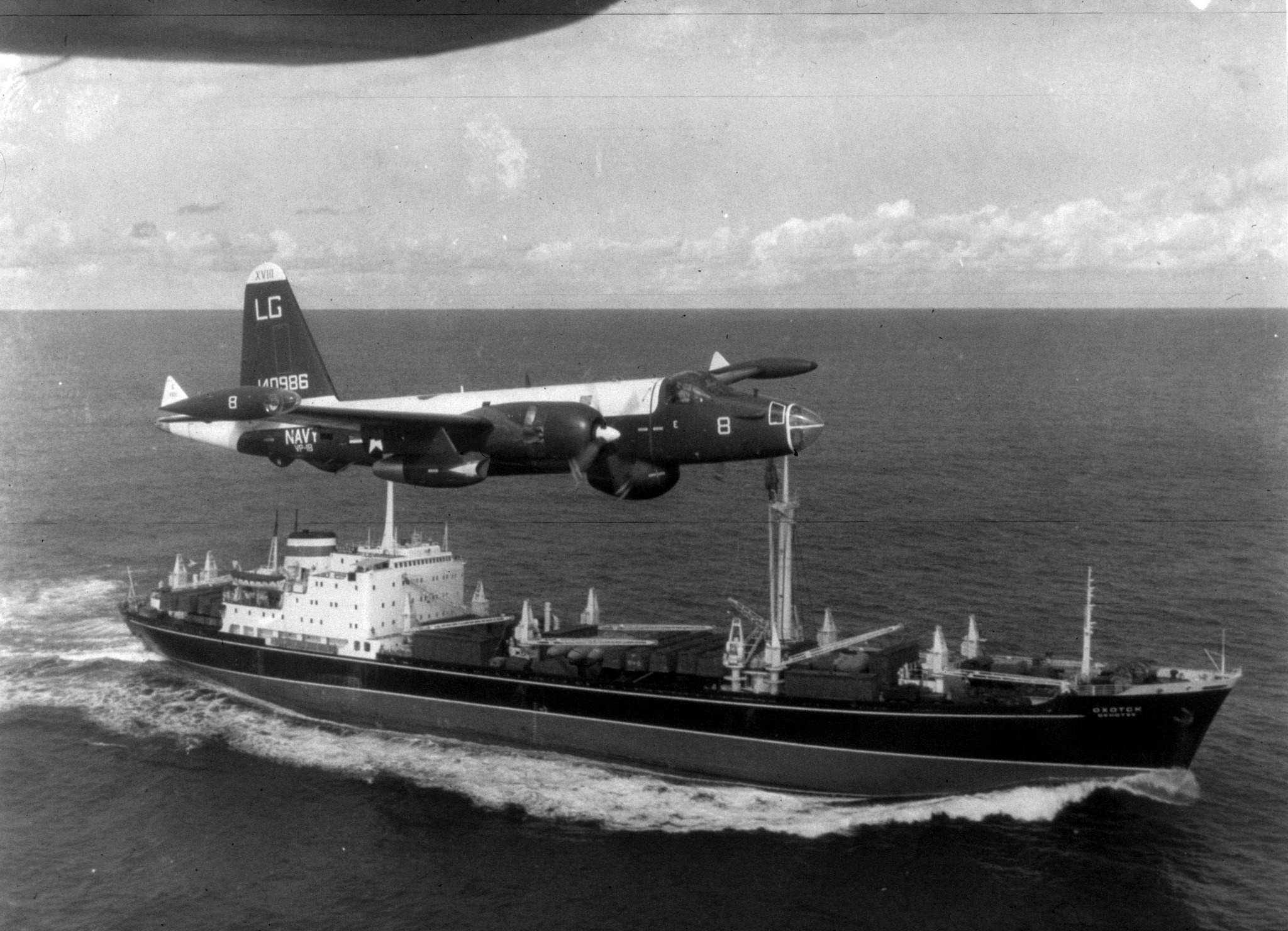
Un P-2H Neptune de la Marina de los EE. UU. sobrevolando un buque de carga soviético con bombarderos Il-28 embalados en cubierta durante la crisis cubana.

La posición estadounidense se enfrentaba a la soviética y la perspectiva de una guerra abierta entre ambos estados parecía cercana, sea con un mutuo ataque de misiles intercontinentales ICBM o atacando la Unión Soviética a los países aliados de EE. UU. en Europa Occidental, mientras los consejeros militares de John F. Kennedy consideraban seriamente el escenario de una guerra nuclear a gran escala para detener a la Unión Soviética. Los buques estadounidenses continuaban buscando navíos soviéticos en ruta hacia Cuba, ordenando por radio y comunicaciones navales su desvío en caso de hallarlos, pero ninguno de ambos bandos se atrevía a usar la fuerza para lograr sus fines, por temor a las repercusiones en otras partes del mundo, una respuesta militar en Europa o un ataque en Alemania.
Sin embargo, el 26 de octubre el gobierno soviético enviaba a Washington D. C. un mensaje personal de Nikita Jrushchov a John F. Kennedy para llegar a un acuerdo: los buques soviéticos se retirarían si el gobierno estadounidense lanzaba una declaración pública renunciando a derrocar al régimen de Fidel Castro y ofreciendo no patrocinar ningún ataque bélico con ese fin. El propio día 26 de octubre Fidel Castro, desde La Habana, escribe un mensaje y solicita a Jruschov que en caso de una invasión de EE. UU a Cuba la URSS realice un ataque nuclear contra los EE. UU. aun al costo de desaparecer Cuba e iniciarse una guerra nuclear.

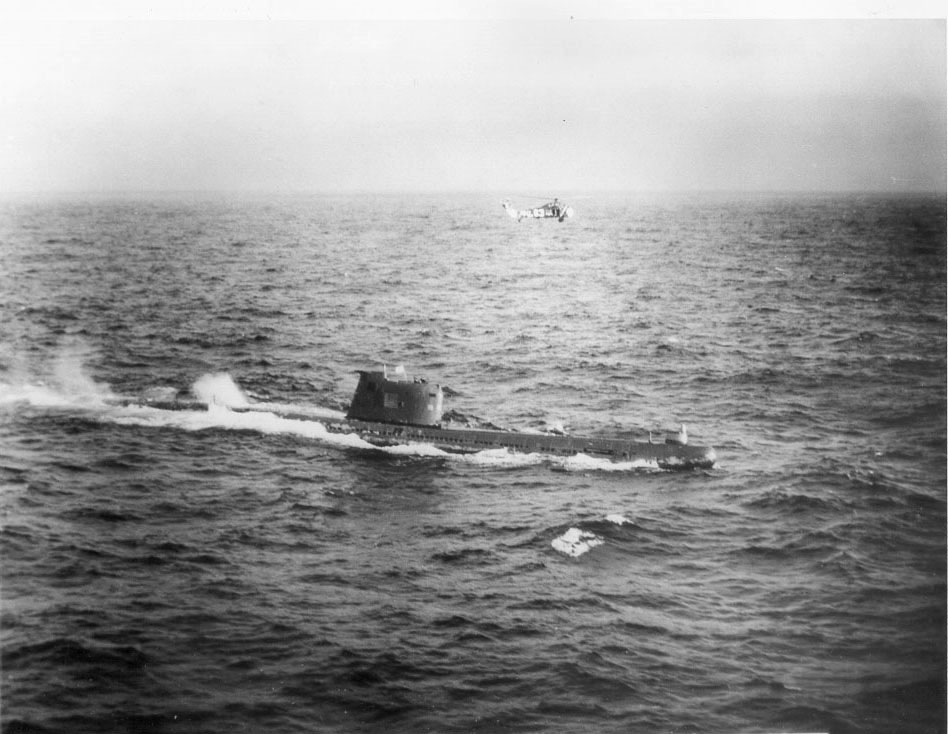
Un helicóptero HSS-1 Seabat de la Marina de Estados Unidos sobrevuela el submarino soviético B-59, obligado a emerger a la superficie por las fuerzas navales de Estados Unidos en el Caribe, cerca de Cuba (28 o 29 de octubre de 1962). La actuación de Vasili Arjípov evitó el inicio de un ataque nuclear.

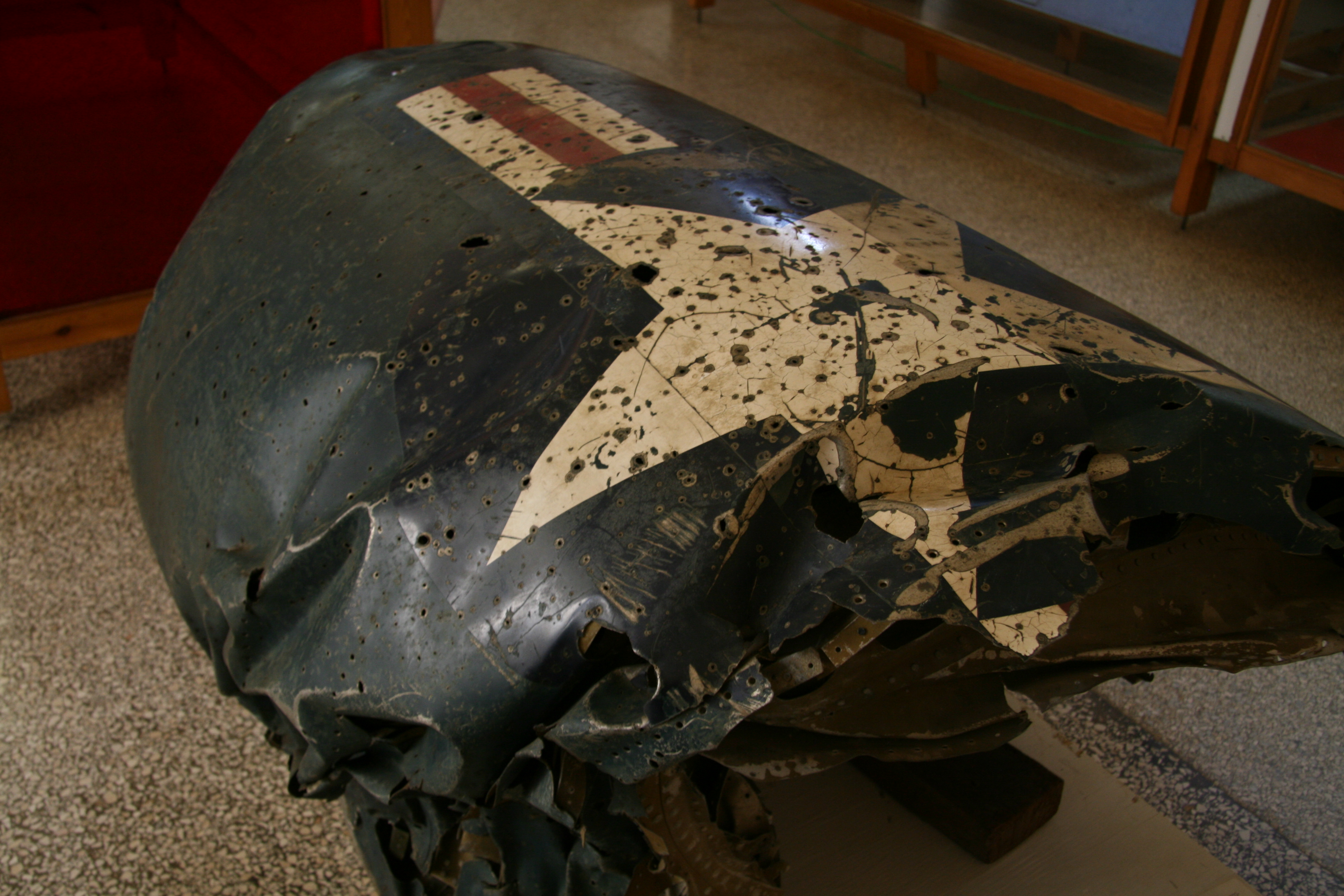
Restos del U-2 derribado durante la crisis de los misiles.

El sábado 27 de octubre de 1962, la defensa antiaérea soviética estacionada en Cuba activó por primera vez sus sistemas de radares y bajo presión del gobierno cubano la Agrupación de Tropas Soviéticas bajo el mando del mayor Iván Mironovich Guerchenov decide derribar el avión espía estadounidense tipo U-2, con un misil tierra-aire cuando este espiaba al oriente de la isla, aumentando aún más la tensión, pero en la mañana del mismo día 27 de octubre, Jrushchov propuso a Kennedy el desmantelamiento de las bases soviéticas de misiles nucleares preocupado por la posibilidad de una acción unilateral cubana y así lo expresa en la carta de respuesta el 28 de octubre en Cuba, a cambio de la garantía formal y pública de que Estados Unidos no realizaría ni apoyaría una invasión al territorio cubano.
Además, la propuesta soviética establecía que los Estados Unidos también deberían a cambio ejecutar el desmantelamiento de las bases de misiles nucleares situadas en territorio de Turquía, país fronterizo con la Unión Soviética. También se pedía el retiro de los misiles balísticos de alcance medio PGM-19 Júpiter que los estadounidenses mantenían en el sur de Italia.
Los diplomáticos soviéticos y estadounidenses realizaron urgentes y continuas negociaciones secretas en Washington y en Moscú, transmitiendo las propuestas de uno y otro bando para solucionar la crisis durante todo el día 27. No obstante, en las negociaciones secretas estuvo excluido Fidel Castro, en tanto el gobierno soviético se negó a realizar consultas sobre el tema con el régimen de La Habana. De hecho, ya el 26 de octubre el gobierno de Fidel Castro había pedido a Jrushchov no ceder ante Kennedy pues una invasión estadounidense contra Cuba se consideraba como «inminente». Las tropas soviéticas estacionadas en Cuba recibieron órdenes de mantenerse en sus puestos hasta recibir nuevas órdenes de Moscú, manteniendo bajo su exclusiva custodia todo el arsenal nuclear.
Tras las negociaciones secretas, Kennedy y su gabinete aceptaron la oferta soviética en la madrugada del domingo 28 de octubre a espaldas de Fidel Castro quien reprochó pública y en correspondencia a Jruschov los días 28, 30 y 31 de octubre. Este acuerdo se conoció más tarde, ya que Kennedy lo aceptó con la condición de no invadir Cuba ni apoyar grupo alguno con esa intención. El desmantelamiento de losl misiles balísticos de alcance medio PGM-19 Jupiter de Turquía no fue hecho público hasta que se llevó a cabo seis meses después.
En los primeros días de noviembre, el espionaje aéreo estadounidense mostró que buques soviéticos cargaban el armamento nuclear desplegado hasta entonces en Cuba, acreditando el cumplimiento del acuerdo del 28 de octubre. El 20 de noviembre el gobierno de EE. UU. puso fin a sus patrullajes navales alrededor de Cuba, y dos días después el primer ministro soviético Anastás Mikoyán visitó La Habana informando al régimen de Castro que la presencia militar soviética continuaría en Cuba pero solo dotada de armas convencionales, retirando la Unión Soviética todo su armamento nuclear y los misiles balísticos de alcance medio de la isla a pesar de las renovadas solicitudes del gobierno cubano en sentido contrario.

## Fin de la crisis

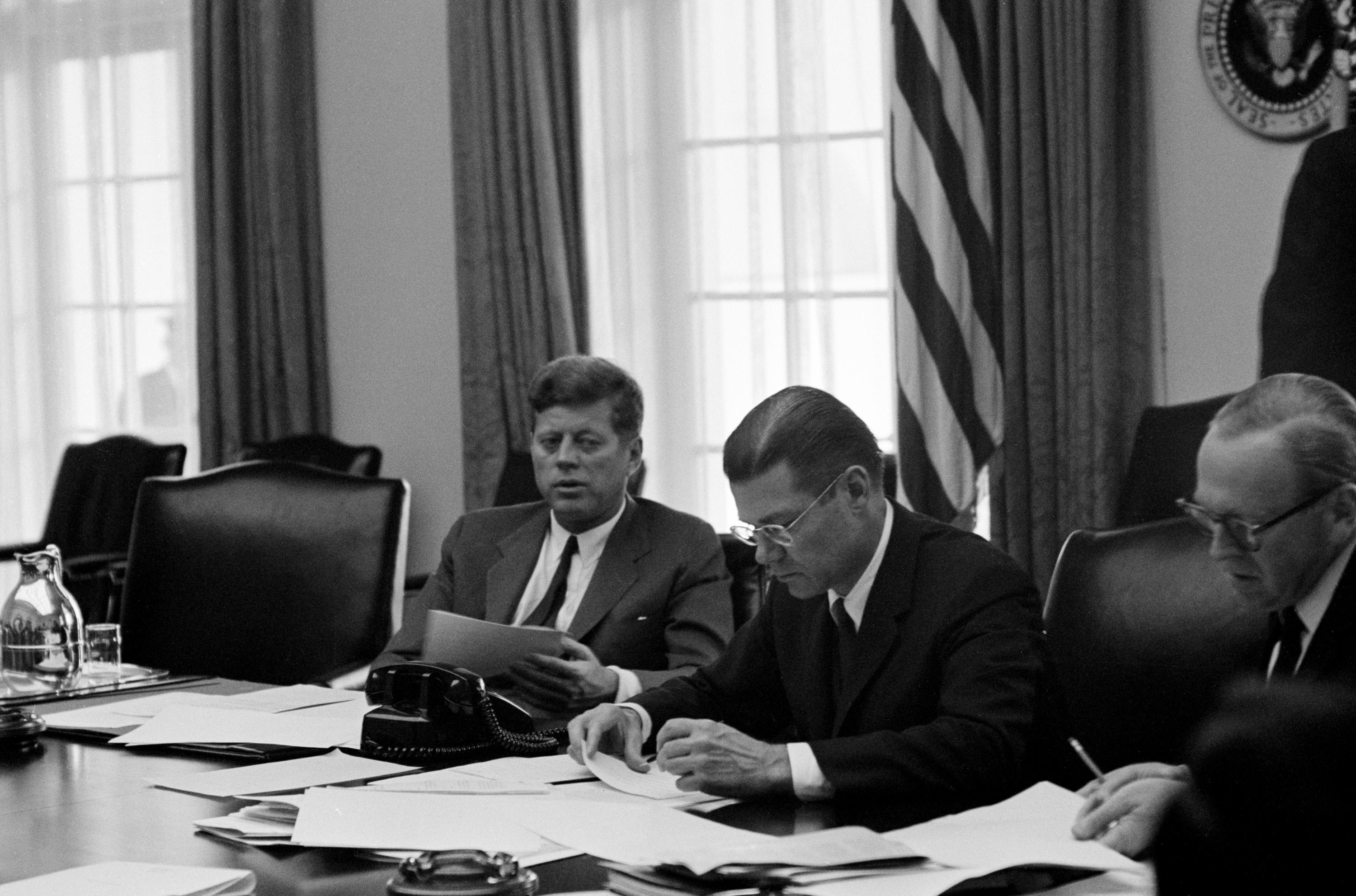
El presidente estadounidense John F. Kennedy y el secretario de Defensa Robert McNamara en una reunión del EXCOMM, 29 de octubre de 1962.

De esta forma pudo terminar la crisis, sin dar muestras de debilidad ni de derrota por ninguna de ambas potencias, ya que el teatro de la Guerra Fría quedó así igualado, y se volvió a evitar el conflicto directo; algo que tanto en Washington como en Moscú no se quiso ni imaginar, por mucho que la publicidad bélica de la época dijera lo contrario; trasladando los enfrentamientos a terceros países como fueron los casos de Corea y Vietnam. Sin embargo, Estados Unidos mantuvo la presión sobre el régimen cubano por considerarlo un motivo de inestabilidad en la zona.

## Consecuencias

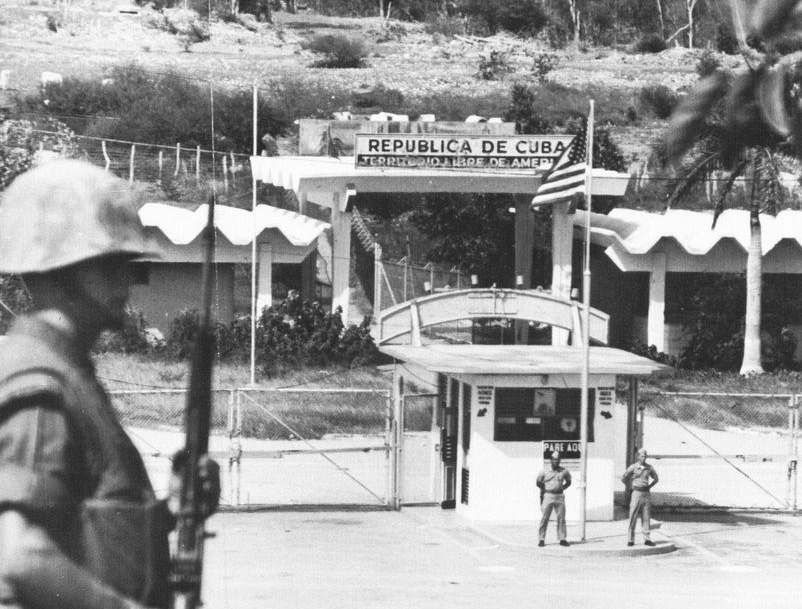
La Puerta del Noreste, el paso fronterizo de facto entre Cuba y los Estados Unidos por medio de la Base Naval de la Bahía de Guantánamo en 1969 seguía militarizada como consecuencia de la crisis.

En ese momento se creó el llamado teléfono rojo, una línea de comunicaciones directa entre la Casa Blanca y el Kremlin, con el fin de agilizar las conversaciones entre ambas potencias durante períodos de crisis, evitando las demoras diplomáticas, y tratando de subsanar posibles malentendidos sobre la cuestión nuclear.
El 29 de octubre el mandatario soviético Nikita Jrushchov envió a Fidel Castro un informe comunicando los términos del acuerdo que soviéticos y estadounidenses ya habían concluido sobre Cuba. La Conferencia de Helsinki de 1973-1975 fue muy importante para la posterior distensión entre la Unión Soviética y los Estados Unidos. Otra de las consecuencias de esta crisis fue el derribo de un avión estadounidense y el fallecimiento de su piloto.
También produjo el aumento de los conflictos políticos e ideológicos que ya había entre Estados Unidos y la Unión Soviética. En un artículo escrito en esos días y no publicado hasta después de su muerte, el Che Guevara opinó alabando la actitud del régimen cubano y cuestionando a los gobernantes soviéticos durante la crisis:

Es el ejemplo escalofriante de un pueblo que está dispuesto a inmolarse atómicamente para que sus cenizas sirvan de cimiento a sociedades nuevas y que cuando se hace, sin consultarlo, un pacto por el cual se retiran los cohetes atómicos, no suspira de alivio, no da gracias por la tregua; salta a la palestra para dar su voz propia y única, su posición combatiente, propia y única, y más lejos, su decisión de lucha aunque fuera solo.
Ernesto Che Guevara

Curiosamente los principales protagonistas no duraron mucho tiempo después de esta crisis. El presidente de EE. UU. Kennedy fue asesinado el 22 de noviembre de 1963 y el líder de la Unión Soviética, Nikita Jrushchov, fue apartado de su cargo por el politburó (comité comunista) el 14 de octubre de 1964.

## En la cultura popular
- En el año 2000 se estrenó la película Trece días, basada en este acontecimiento.
- En el año 2011 se estrenó la película X-Men: primera generación, en la que vemos a los personajes en este evento.

## Anexos

### Estado mayor cubano durante la crisis
- Fidel Castro, comandante en jefe de las Fuerzas Armadas Revolucionarias.
- Comandante Raúl Castro, jefe del Ejército Oriental.
- Comandante Juan Almeida Bosque, jefe del Ejército Central.
- Comandante Che Guevara, jefe del Ejército Occidental.
- Comandante Ramiro Valdés Menéndez, ministro del Interior.
- Comandante Sergio del Valle, jefe del Estado Mayor.
- Comandante William Gálvez, jefe de la Isla de Pinos.
- Capitán Orlando Pantoja, jefe de las Tropas Guardafronteras.
- Comandante Juan Pavez, embajador.